# Enrico Colzani
Enrico Colzani (...) è un astronomo amatoriale italiano.
È membro del Gruppo Astrofili Brianza che opera presso l'Osservatorio astronomico di Sormano.
Il Minor Planet Center gli accredita la scoperta dell'asteroide 18426 Maffei effettuata il 18 dicembre 1993 in collaborazione con Graziano Ventre.